# エクスペリエンス
- experience（エクスペリエンス）。英語で経験を意味する単語。
- 株式会社エクスペリエンス。ゲームソフトウェアメーカー。本項で述べる。

株式会社エクスペリエンス（英: Experience Inc.）は、東京都八王子市に本社を置く家庭用・パソコン向けのゲームソフトウェアの企画・開発・販売を主な事業内容とする日本の企業。

## 概要
代表作に『GENERATION XTH』シリーズと『円卓の生徒』などがある。
PlayStation 2のサードパーティであった株式会社マイケルソフト（倒産）で「ウィザードリィ エクス」を開発した制作チーム「チームムラマサ」の千頭元と安宅元也が中心となって独立する形で2007年4月に設立。2011年よりXbox 360のサードパーティとなり、コンソールゲーム機への参入を果たした。同年、角川ゲームスをパブリッシャーとして同社の作品が販売されるようになる。角川ゲームスとの協同プロジェクト「DRPG PROGRESS」が進行中。サイバーフロントもパブリッシャーとなっていたが、同社の解散に伴い一部のタイトルはMAGES.が引き継いでいる。

## 沿革
- 2007年（平成19年）4月 - 東京都八王子市で会社設立。
- 2008年（平成20年）
  - 4月30日 - 同社初の開発ソフト『Generation XTH -CODE HAZARD-』を発売。
  - 7月 - 東京都立川市富士見町に立川開発所を設立。
- 2009年（平成21年）8月 - 本社を八王子市子安町に移転。

## 開発作品
| タイトル | 発売日         | プラットフォーム     | 発売元                             |
| --- | -------------- | -------------------- | ---------------------------------- |
| GENERATION XTH -CODE HAZARD-                                                                                           | 2008年4月30日  | Microsoft Windows    | エクスペリエンス                   |
| Generation XTH -CODE BREAKER-                                                                                          | 2008年11月30日 | Microsoft Windows    | エクスペリエンス                   |
| Generation XTH -CODE REALIZE-                                                                                          | 2009年5月30日  | Microsoft Windows    | エクスペリエンス                   |
| 円卓の生徒 Students of Round                                                                                           | 2010年4月30日  | Microsoft Windows    | エクスペリエンス                   |
| 迷宮クロスブラッド | 2010年12月17日 | Microsoft Windows    | エクスペリエンス                   |
| 円卓の生徒 Students of Round                                                                                           | 2011年2月10日  | Xbox 360             | エクスペリエンス                   |
| GENERATION XTH 1・2・3                                                                                                 | 2011年10月20日 | Microsoft Windows    | 角川ゲームス                       |
| 円卓の生徒 プレミアム                                                                                                  | 2011年10月20日 | Microsoft Windows    | 角川ゲームス                       |
| 迷宮クロスブラッド リローデッド                                                                                        | 2011年11月10日 | Xbox 360             | 角川ゲームス                       |
| 円卓の生徒 -Students of Round- DRPG SELECTION（廉価版）                                                                | 2012年2月23日  | Xbox 360             | 角川ゲームス                       |
| 迷宮クロスブラッド プレミアム                                                                                          | 2012年3月22日  | Microsoft Windows    | 角川ゲームス                       |
| 円卓の生徒 The Eternal Legend                                                                                          | 2012年10月11日 | PlayStation Portable | 角川ゲームス                       |
| デモンゲイズ | 2013年1月24日  | PlayStation Vita     | 角川ゲームス                       |
| 迷宮クロスブラッド インフィニティ                                                                                      | 2013年4月25日  | PlayStation Vita     | サイバーフロント                   |
| 東京新世録 オペレーションアビス                                                                                        | 2014年7月24日  | PlayStation Vita     | MAGES.                             |
| 東京新世録 オペレーションアビス                                                                                        | 2017年3月28日  | Steam                | NIS America                        |
| 剣の街の異邦人 ～白の王宮～                                                                                            | 2014年6月5日   | Xbox 360             | エクスペリエンス                   |
| 剣の街の異邦人 ～白の王宮～                                                                                            | 2014年8月22日  | Microsoft Windows    | エクスペリエンス                   |
| 剣の街の異邦人 ～黒の宮殿～                                                                                            | 2015年1月22日  | PlayStation Vita     | エクスペリエンス                   |
| 剣の街の異邦人 ～黒の宮殿～                                                                                            | 2016年6月7日   | Steam                | NIS America                        |
| 東京新世録 オペレーションバベル                                                                                        | 2015年4月30日  | PlayStation Vita     | MAGES.                             |
| 東京新世録 オペレーションバベル                                                                                        | 2017年5月17日  | Steam                | NIS America                        |
| レイギガント | 2015年7月30日  | PlayStation Vita     | バンダイナムコエンターテインメント |
| レイギガント | 2016年8月11日  | Steam                | Acttil                             |
| Stranger of Sword City                                                                                                 | 2016年3月24日  | Xbox One             | エクスペリエンス                   |
| Stranger of Sword City                                                                                                 | 2016年6月7日   | Microsoft Windows    | NIS America                        |
| 新釈・剣の街の異邦人 ～黒の宮殿～                                                                                      | 2016年7月21日  | PlayStation Vita     | エクスペリエンス                   |
| 新釈・剣の街の異邦人 ～黒の宮殿～                                                                                      | 2021年3月16日  | Steam                | NIS America                        |
| 新釈・剣の街の異邦人 ～黒の宮殿～                                                                                      | 2023年3月16日  | Nintendo Switch      | エクスペリエンス                   |
| デモンゲイズ2 | 2016年10月13日 | PlayStation Vita     | 角川ゲームス                       |
| 死印 | 2017年6月1日   | PlayStation Vita     | エクスペリエンス                   |
| 死印 | 2018年1月18日  | PlayStation 4        | エクスペリエンス                   |
| 死印 | 2018年6月28日  | Nintendo Switch      | エクスペリエンス                   |
| 死印 | 2018年10月25日 | Xbox One             | エクスペリエンス                   |
| 死印 | 2019年4月4日   | Steam                | Aksys Games                        |
| デモンゲイズ2 Global Edition                                                                                           | 2017年12月14日 | PlayStation Vita     | 角川ゲームス                       |
| デモンゲイズ2 Global Edition                                                                                           | 2017年12月14日 | PlayStation 4        | 角川ゲームス                       |
| NG | 2018年8月9日   | PlayStation Vita     | エクスペリエンス                   |
| NG | 2019年2月21日  | PlayStation 4        | エクスペリエンス                   |
| NG | 2019年10月10日 | Steam                | Aksys Games                        |
| NG | 2020年5月21日  | Nintendo Switch      | エクスペリエンス                   |
| 蒼き翼のシュバリエ | 2019年7月11日  | PlayStation Vita     | エクスペリエンス                   |
| 蒼き翼のシュバリエ | 2021年3月16日  | Steam                | NIS America                        |
| 蒼き翼のシュバリエ | 2023年3月16日  | Nintendo Switch      | エクスペリエンス                   |
| 黄泉ヲ裂ク華 | 2020年6月12日  | Xbox One             | エクスペリエンス                   |
| 黄泉ヲ裂ク華 | 2020年10月15日 | PlayStation 4        | エクスペリエンス                   |
| 黄泉ヲ裂ク華 | 2020年10月15日 | Nintendo Switch      | エクスペリエンス                   |
| 黄泉ヲ裂ク華 | 2021年11月5日  | Steam                | Aksys Games                        |
| モンスターを倒して強い剣や鎧を手にしなさい。 死んでも諦めずに強くなりなさい。 勇者隊が魔王を倒すその日を信じています。 | 2021年7月15日  | Nintendo Switch      | エクスペリエンス                   |
| モンスターを倒して強い剣や鎧を手にしなさい。 死んでも諦めずに強くなりなさい。 勇者隊が魔王を倒すその日を信じています。 | 2023年9月21日  | Steam                | Aksys Games                        |
| デモンゲイズ エクストラ                                                                                                | 2021年9月2日   | PlayStation 4        | 角川ゲームス                       |
| デモンゲイズ エクストラ                                                                                                | 2021年9月2日   | Nintendo Switch      | 角川ゲームス                       |
| デモンゲイズ エクストラ                                                                                                | 2022年4月26日  | Steam                | Clouded Leopard Entertainment      |
| 死噛 〜シビトマギレ〜                                                                                                  | 2022年12月1日  | PlayStation 4        | エクスペリエンス                   |
| 死噛 〜シビトマギレ〜                                                                                                  | 2022年12月1日  | Nintendo Switch      | エクスペリエンス                   |
| 死噛 〜シビトマギレ〜                                                                                                  | 2024年2月15日  | Steam                | Aksys Games                        |
| 心霊ホラーADVシリーズ全集 死印×NG×死噛                                                                                 | 2024年6月20日  | Nintendo Switch      | エクスペリエンス                   |

## Team Muramasa（チームムラマサ）
旧マイケルソフトの開発チームで同社のゲーム開発部門。旧マイケルソフト時代に『ウィザードリィ エクス』シリーズなどを開発。同社の製品ファンのコミュニティサイトのサイト名でもある。
スタッフ
- 千頭元（プロデューサー） - 日本ファルコム在籍後にフリーとなり、同社の代表取締役社長[5]。
- 安宅元也（ディレクター） - マイケルソフト在籍後、同社の開発部門部長[5]。
- 一文字円（ゲームプランナー）
- 桜子（キャラクターデザイン、イラスト）

関係する人物
- 神保直明（サウンドクリエーター） - フリーのサウンドクリエーター。エクスペリエンスの社員ではないが、同社の全ての作品のサウンドを担当している。